# Vrtekica
Vrtekica (makedonska: Вртекица) är en ort i Nordmakedonien. Den ligger i kommunen Studeničani, i den centrala delen av landet, 14 kilometer sydost om huvudstaden Skopje. Vrtekica ligger 561 meter över havet och antalet invånare är 237.